# Juncus caespiticius
Juncus caespiticius är en tågväxtart som beskrevs av Ernst Meyer. Juncus caespiticius ingår i släktet tåg, och familjen tågväxter. Inga underarter finns listade i Catalogue of Life.